# Parakanchia
Parakanchia este un gen de molii din familia Lymantriinae.